# Луїс Кордеро Креспо
Луїс Бенхамін Кордеро-і-Креспо (6 квітня 1833 — 30 січня 1912) — еквадорський поет і політик, президент країни з 1892 до 1895 року.
Писав поезію іспанською та мовою кічуа. Видав перший кічуа-іспанський та іспансько-кічуа словник (1892).